# Dorota Gołębiowska
Dorota Maria Gołębiowska z d. Wilusz (ur. 1 lutego 1942 w Hrubieszowie) – polska profesor nauk biologicznych w zakresie w zakresie agrofizyki i fizykochemii humusów, nauczyciel akademicki

## Życiorys
Dorota Gołębiowska ukończyła studia na Wydziale Matematyki, Fizyki i Chemii Uniwersytetu im. Adama Mickiewicza w Poznaniu z dyplomem magistra chemii w 1964. W 1965 rozpoczęła pracę naukowo-dydaktyczną w Wyższej Szkole Rolniczej w Szczecinie (od 1972 Akademii Rolniczej w Szczecinie), gdzie przeszła przez wszystkie szczeble kariery naukowej od stanowiska asystenta stażysty do profesora zwyczajnego. Stopień doktora nauk przyrodniczych otrzymała w 1971 na Wydziale Rolniczym Wyższej Szkole Rolniczej w Poznaniu po obronie dysertacji Badanie substancji humusowych powstających przy rozkładzie materiału roślinnego metodami chemiluminescencji (promotor: prof. dr hab. Włodzimierz Łoginow). W 1983 uzyskała stopień doktora habilitowanego nauk przyrodniczych na Wydziale Biologii i Nauk o Ziemi Uniwersytetu Mikołaja Kopernika w Toruniu na podstawie rozprawy Rola organicznych związków azotu w procesie humifikacji – powstawanie i biotransformacja połączeń azotowo fenolowych. W 1998 otrzymała tytuł profesora nauk biologicznych. W latach 1965–2013 pracowała kolejno: w Katedrze Fizyki (1965-1971), w Zakładzie Fizyki Instytutu Mechanizacji Rolnictwa (1971-2007), w Katedrze Fizyki i Agrofizyki (2008-2012). W 1984 otrzymała stanowisko docenta i w tym samym roku została kierownikiem Zakładu Fizyki. W latach 1988–1995 pełniła funkcję wicedyrektora ds. naukowych Instytutu Mechanizacji Rolnictwa. W 2004 została nominowana na stanowisko profesora zwyczajnego. W 2012 przeszła na emeryturę i przez rok pracowała nadal jako emerytowany profesor.

## Praca naukowo-dydaktyczna
Profesor Dorota Gołębiowska prowadziła badania z zakresu fizykochemii związków humusowych przy wykorzystaniu metod spektralnych, zwłaszcza luminescencyjnych. Badania te wchodzą w zakres szeroko pojętej agrofizyki i biofizyki. Przedmiotem badań były substancje humusowe wytwarzane w różnych środowiskach: w glebach naturalnych, w glebach poddawanych rekultywacji, w torfach i osadach dennych jezior, a także oddziaływanie substancji humusowych na rośliny. Doświadczenia naukowe zdobywała podczas pobytów na stażach naukowych w Polsce, we Francji, Czechosłowacji, na Węgrzech i w Rosji oraz we współpracy naukowej z takimi ośrodkami jak Instytut Biogleboznawstwa w Nancy (Francja), Katedra  Gleboznawstwa w Wyższej Szkole Rolniczej w Pradze (Czechy), Instytut Gleboznawstwa w Munchebergu (Niemcy), Katedra Gleboznawstwa w Gödöllö (Węgry), Instytut Agrofizyki PAN w Lublinie. Szczególny rodzaj współpracy nawiązała w latach 1994–1999 z Politechniką w Nancy. Tam była jedną z pierwszych w Polsce współpromotorów pracy doktorskiej wykonywanej we współpracy polsko-francuskiej w ramach „These en cotutelle”. Ten sposób realizacji pracy doktorskiej wykonywanej w laboratoriach francuskich i polskich zakończył się publiczną obroną we Francji przed polsko-francuską komisją nadaniem doktorantce stopnia naukowego doktora we Francji i równocześnie także w Polsce. Zainicjowała ponadto współpracę z Katedrą Biofizyki Uniwersytetu im. M. Łomonosowa w Moskwie (2003–2007) oraz z Laboratorium Fotochemii Makromolekularnej w Clermont-Ferrand we Francji (2005–2006).
Profesor Dorota Gołębiowska była kierownikiem 6 zrealizowanych projektów badawczych, w tym 4 finansowanych centralnie przez Komitet Badań Naukowych i jeden finansowany przez Ministerstwo Nauki i Szkolnictwa Wyższego.
Pełniąc funkcję wicedyrektora Instytutu Mechanizacji Rolnictwa ds. naukowych, zapoczątkowała cykl ogólnopolskich konferencji poświęconych postępom w inżynierii rolniczej i jej wykorzystaniu w ochronie środowiska, które w następnych latach przekształciły się w konferencje międzynarodowe. Zorganizowała także VI Zjazd Biofizyków Polskich w dniach 24-26 września 1986 w Szczecinie. Była ponadto organizatorką II Ogólnopolskich Warsztatów Naukowych Metody badania związków humusowych w glebach, wodach, osadach i kompostach Łukęcin-Szczecin 10-15.09.2000.
Profesor Dorota Gołębiowska jest autorką lub współautorką 160 prac naukowych, w  tym 112 oryginalnych prac twórczych.
W ramach pracy dydaktycznej profesor Dorota Gołębiowska prowadziła wykłady z fizyki z elementami biofizyki i agrofizyki, biofizyki, fizyki morza i fizyki środowiska wodnego dla studentów kierunków rolnictwo, rybactwo, biologia, biotechnologia, bioinformatyka. Opracowała 16 publikacji dydaktycznych, w tym 6 skryptów dla studentów do ćwiczeń laboratoryjnych z fizyki i biofizyki. Wypromowała 6 doktorów, recenzowała 5 rozpraw doktorskich i 5 przewodów habilitacyjnych oraz 1 wniosek na tytuł profesora.

## Wybrane publikacje
- The extra-weak chemiluminescence generated during oxidation of some tetracycline antibiotics II. Peroxidation. „J. Photochem. Photobiol. B: Biology” 1992, 16, 3–4, s.305-318 (wsp. Teresa Michalska, Krzysztof Lichszteld, Katarzyna Nizinkiewicz, Irena Kruk)[9]
- Modelowe badania procesu humifikacji. I. Wpływ łagodnych utleniaczy na przebieg procesu humifikacji. „Zesz. Probl. Post. Nauk Roln.” 1993, 411, s.195-200 (wsp. Barbara Szczodrowska)[10]
- Ćwiczenia laboratoryjne z fizyki z elementami biofizyki i agrofizyki. Wydaw. Akademii Rolniczej w Szczecinie 1996, 433ss. ISBN 978-8386-521678[11]
- Influence of enhanced concentration of carbon dioxide and moderate drought on fluorescence induction in white clover (Trifolium repens L.). Photosynthetica 2000, 37(4), s.537–542 (wsp. M. Pol, J. Miklewska)[12]
- Optical characteristics of humic acids from bottom sediments of lakes with different mistic types. „EJPAU” 2005, 8(2), #27 (wsp. M. Osuch, L. Mielnik, R. Bejger)[13]
- Gazeta Pięćdziesięciolecia WSR - AR w Szczecinie 1954-2004. Oprac. autorskie Dorota Gołębiowska. „Agrarius”, wyd. arch. sierpień 2005
- Ćwiczenia laboratoryjne z fizyki z elementami agrofizyki. Wydaw. Akademii Rolniczej w Szczecinie 2003, 153 ss. ISBN 978-8373-170506 (wsp. Aleksander Brzóstowicz)[14]
- Ćwiczenia laboratoryjne z fizyki i biofizyki dla biotechnologów. Cz. 1. Fizyka. Wydaw. Akademii Rolniczej w Szczecinie 2007, 215 ss. ISBN 978-8373-170285 (wsp. Aleksander Brzóstowicz, Antoni Murkowski, Elżbieta Skórska)[15]
- Compositional differences between soil humic acids extracted by various methods as evidenced by photosensitizing and electrophoretic properties.  „Chemosphere” 2009, 75, 8, s.1082-1088 (wsp. E. Giegużyńska, A. Amine-Khodja, O.E. Trubetskaya, G. Guyot, A. ter Halle, C. Richard)[16]
- The influence of humic acids on seed swelling process of Pisum Sativum L. cv Ramrod. „Polish J. Soil Sci.” 2013, 46, 2, s.107-114 (wsp.  Andrzej Gawlik, Romualda Bejger, Danuta Kulpa, Beata Smolik)[17]
- Influence of the auxin-like activity of humic acid on bio and microbiometric parameters of Pisum sativum L. by in vitro cultures of pea plants. „J. Food, Agric. Environ.” 2014, 12, 3-4, s.209-212 (wsp. Romualda Bejger, Andrzej Gawlik, Danuta Kulpa)[18]
- The impact of humic acid fractions on swelling and germination of ‘Progres’ and ‘Nawiko’ soybean seeds under salt and water deficit stresse. „Acta Agrobot.” 2016, 69, 3, 1672, 10 ss. (wsp. Andrzej Gawlik, Danuta Kulpa, Romualda Bejger, Renata Matuszak-Slamani, Mariola Sienkiewicz, Małgorzata Włodarczyk)[19]

## Działalność organizacyjna
Profesor Dorota Gołębiowska była członkiem „Solidarności” (1980-2010), członkiem Komisji Uczelnianej pierwszej i dalszych kadencji, organizatorką obchodów 25-lecia „Solidarności” w Akademii Rolniczej w Szczecinie; członkiem Senatu Akademii Rolniczej w Szczecinie przez pięć pierwszych kadencji po 1989; przewodniczącą Senackiej Komisji ds. Nauki (1992–1993); przewodniczącą Senackiej Komisji ds. Informacji  (2003–2005); redaktorką naczelną Biuletynu Informacyjnego „Agrarius” (1999–2005), a w ramach tej działalności przewodniczącą Komitetu Organizacyjnego IV Zjazdu Dziennikarzy Akademickich Pism w Polsce, który odbył się w Szczecinie w 2004; autorką jubileuszowego opracowania „Gazeta pięćdziesięciolecia WSR – AR 1954–2004” – wydania archiwalnego pisma „Agrarius”.

## Odznaczenia i nagrody
- Złoty Krzyż Zasługi (1988)[2][3]
- Medal Komisji Edukacji Narodowej (1992)[2][3]
- Medal „Zasłużony dla Akademii Rolniczej w Szczecinie” (1998)[6][3]
- Złota odznaka Polskiego Towarzystwa Gleboznawczego (1999)
- 10 nagród Rektora Akademii Rolniczej w Szczecinie za działalność naukową i dydaktyczną[2]
- Nagroda Rektora Zachodniopomorskiego Uniwersytetu Technologicznego w Szczecinie za całokształt pracy naukowej, dydaktycznej i organizacyjnej (2010)[20]